# Моралес, Оскар Хавьер
О́скар Хавье́р Мора́лес Альбо́рнос (исп. Óscar Javier Morales Albornoz; род. 29 марта 1975, Монтевидео), по прозвищу «O.J.» (начальные буквы двойного имени, произносится «О-Хота») — уругвайский футболист, выступавший на позиции полузащитника.

## Биография
Начал карьеру в клубе «Серро» в 1996 году. В 1999 стал игроком «Насьоналя» и остаётся таковым по сей момент. В течение двух сезонов отдавался в аренду в испанские клубы «Реал Вальядолид» и «Малага» (2005/06 и 2006/07 соответственно). С июля 2007 года вернулся в «Насьональ». В последние годы был капитаном клуба. В середине 2010 года перешёл в аргентинский клуб «Кильмес», выступающий в Примере.
Однако в «Кильмесе» О-Хота не прижился, и уже в феврале 2011 года вернулся в Уругвай, на сей раз в свой первый клуб «Серро». 10 октября 2011 года О-Хота забил свой первый гол после возвращения в «Серро» в ворота «Дефенсор Спортинга». Этот гол с пенальти в конце матча позволил «Серро» победить в очередном туре Апертуры чемпионата Уругвая. Последним клубом в карьере Моралеса стала «Вилья-Тереса». В декабре 2013 года он провёл за эту команду последний матч в профессиональной карьере.
В составе сборной Уругвая сыграл два матча в 2002 году. Вызывался в расположение национальной команды вплоть до 2005 года.

## Титулы
- Чемпион Уругвая (5): 2000, 2001, 2002, 2005, 2008/09
- Лигилья (3): 1999, 2007, 2008
- Чемпион Уругвая во Втором дивизионе: 1998